# Northern Arizona University
La Northern Arizona University è un'università statunitense pubblica con sede a Flagstaff, in Arizona.

## Storia
L'università fu fondata l'11 settembre 1899 come Northern Arizona Normal School e la prima classe di laureati del 1901 era costituita da quattro donne che ricevettero le credenziali per poter insegnare nell'Arizona. Prima di assumere l'attuale denominazione l'ateneo cambiò nome varie volte (Northern Arizona State Teacher's College nel 1925 e Arizona State Teacher's College nel 1929).

## Sport
I Lumberjacks, che fanno parte della NCAA Division I, sono affiliati alla Big Sky Conference. Il football americano ed il basket sono gli sport principali, le partite interne vengono giocate al Walkup Skydome.

### Pallacanestro
I Northern Arizona Lumberjacks non hanno molta tradizione nella pallacanestro, contano soltanto 2 apparizioni nella post-season (nel 1998 e nel 2000) senza mai riuscire a vincere un solo incontro.

Gli unici Lumberjacks che sono riusciti a raggiungere l'NBA sono Dan McClintock e Andre Spencer.